# Pekka Suvanto
Pekka Väinö Antero Suvanto, född 11 april 1924 i Ackas, död 30 mars 2014 i Helsingfors, var en finländsk historiker.
Suvanto blev filosofie doktor 1964. Han verkade 1954–1971 som historielärare vid ett läroverk i Esbo och var 1971–1982 biträdande professor i allmän historia vid Helsingfors universitet samt professor 1982–1987.
Suvanto forskade kring trettioåriga kriget och publicerade bland annat två undersökningar om Albrecht von Wallenstein samt de lärdomshistoriska arbetena Marx und Engels zum Problem des gewaltsamen Konflikts (1985) och Konservatismi Ranskan vallankumouksesta 1990-luvulle (1994), av vilka det senare 1997 publicerades på engelska under titeln Conservatism from the French revolution to the 1990s.